# Cat's Eye (film, 1997)
Pour les articles homonymes, voir Cat's Eye (homonymie).
Pour plus de détails, voir Fiche technique et Distribution.
Cat's Eye est un film japonais sorti en 1997, réalisé par Kaizō Hayashi, adaptation "live" au cinéma du célèbre manga Cat's Eye, déjà adapté en série animée (Signé Cat's Eyes), avec en vedette Yuki Uchida dans le rôle d'Ai (Alex), Norika Fujiwara dans celui de Rui (Cylia), et Izumi Inamori dans celui de Hitomi (Tam).
À ne pas confondre avec le précédent téléfilm "live" Cat's Eye diffusé au Japon en 1988.

## Synopsis
Rui, Hitomi et Ai Kisugi sont trois jolies sœurs qui tiennent un café. Mais en dehors de cette activité plus ou moins lucrative, elles sont très active dans le cambriolage d’œuvres d’art sous le nom de Cat’s Eye... Alors qu’elles tentent de dérober une toile peinte par leur père, elles se retrouvent confrontées à un étrange chantage mettant en scène une sorte de syndicat du crime organisé chinois qui a à sa tête une - jolie - folle se prenant pour l’impératrice ; si les Cat’s Eye "rendent" la peinture à l’organisation, elles reverront le père disparu depuis leur enfance. Oui mais les choses ne sont pas aussi simples, d’autant plus que l’inspecteur Toshio Utsumi qui se trouve être chargé de l’affaire, est également le fiancé d’ Hitomi... Ai à son tour, tombe amoureuse d’un jeune et timide ingénieur en informatique tout droit venu de Hong Kong, mais le jeune homme possède un terrible secret...

## Fiche technique
- Réalisation : Kaizō Hayashi
- Scénario : Kaizō Hayashi, d'après le manga Cat's Eye de Tsukasa Hōjō
- Photographie : Shinji Ogawa
- Sociétés de production : Burning Productions et Fuji Television Network
- Pays de production :  Japon
- Langue originale : japonais
- Format : couleur

## Distribution
- Yuki Uchida : Ai Kisugi
- Norika Fujiwara : Rui Kisugi
- Izumi Inamori : Hitomi Kisugi
- Kenta Harada : Toshio Utsumi
- Naoko Yamazaki
- Kane Kosugi
- Wenli Jiang
- Akaji Maro
- Shirō Sano
- Akira Terao